# Семинарио, Хуан
Хуан Роберто Семина́рио Родригес (исп. Juan Roberto Seminario Rodríguez; род. 22 июля 1936, Пьюра) — перуанский футболист, левый нападающий.

## Карьера
Хуан Семинарио начал играть в футбол в колледже Сан-Мигель. Профессиональную карьеру он начал в клубе «Депортиво Мунисипаль», в основном составе которого дебютировал в товарищеской игре с «Индепендьенте Медельин». В 1959 году футболист провёл переговоры с клубом «Барселона», где его хотел видеть Эленио Эррера, но сделка не состоялась из-за проблем с Испанской федерацией футбола, которая не смогла зарегистрировать переход футболиста. Семинарио попросил итальянского агента Диего ди Лео, жившего в Перу, помочь ему найти другую команду. Он смог выйти на представителей «Реал Сарагосы», но и тут сделка не состоялась. Тогда было принято решение найти третью команду и не из Испании. Футболист всё таки уехал в Европу, в лиссабонский «Спортинг». Он был представлен в команде 10 октября в присутствии 40 тыс зрителей, а спустя 15 дней дебютировал в составе клуба в матче с «Белененсишом» (1:0). За два года Семинарио в клубе, «Спортинг» дважды занимал второе место в чемпионате страны и один раз в вышел в финал кубка страны, где проиграл «Белененсишу». Всего за клуб футболист провёл 52 матча и забил 21 гол. В середине 1961 года Хуан всё таки перешёл в «Сарагосу». В первом же сезоне в Испании перуанский нападающий забил 25 голов в 30 матчах и выиграл трофей Пичичи, первый подобный приз в истории игроков «Сарагосы». В следующем сезоне Семинарио провёл лишь 8 игр, в которых забил 8 голов, из которых четыре в матче с «Мальоркой». Всего за «Сарагосу» Хуан Роберто провёл 38 матчей и 33 гола в чемпионате и 9 матчей и 3 гола в Кубке Испании.
В ноябре 1962 года Хуан Роберто перешёл в итальянскую «Фиорентину», заплатившую за трансфер футболиста 20 млн песет. В составе этого клуба футболист провёл 52 игрыи забил 19 голов. Он стал лучшим бомбардиром Кубка Италии 1963/1964, забив 4 гола. В 1964 году Семинарио перешёл в «Барселону», куда его пригласил бывший наставник «Сарагосы» и новый тренер «Барсы», Сесар Родригес. Он стал лучшим бомбардиром команды на Кубке Ярмарок, где каталонцы вышли только в третий раунд. По ходу турнира «Барселона» смогла выбить из розыгрыша бывший клуб Семинарио, «Фиорентину», а сам футболист в гостевой игре забил 2 гола и принёс победу своей команде. Через год «сине-гранатовые» выиграли трофей, но перуанец пропустил большую часть сезона из-за травмы, а затем из-за конфликта с главным тренером команды, Роке Ольсеном. В 1967 он покинул клуб и присоединился к «Сабаделю». После этого Семинарио возвратился на родину. Он играл за «Атлетико Грау», затем за «Хуан Аурич» и клуб «Атлетико Торино».
В составе сборной Перу Семинарио дебютировал на чемпионате Южной Америки в 1956 году, где сыграл 2 матча. Через год он участвовал на другом первенстве южноамериканского континента, на котором перуанцы заняли третье место, а сам Хуан провёл все 6 игр и забил 1 гол (в ворота Уругвая). Играл Семинарио и на турнире в Аргентине два года спустя, где также провёл все 6 матчей, и в которых забил 2 гола, оба в первой игре с Бразилией. Отметился Семинарио и в матче с Уругваем, где уже на 37 минуте встречи получил красную карточку. Хуан Роберто сыграл главную роль в матче со сборной Англии, которая была обыграна со счётом 4:1, а сам нападающий забил 3 гола перуанцев. После отъезда в Европу, Семинарио, как и другие перуанские игроки, выступавшие за европейские команды, перестал вызываться в состав сборной страны. В 1969 году он вернулся в Перу и даже был приглашён вновь играть за национальную команду, но сам отказался, чувствуя несправедливость из-за того, что когда он был в лучшей форме, его не вызывали. Из-за этого нападающий не попал на чемпионат мира 1970, о чём впоследствии очень жалел. Всего за национальную команду Хуан Семинарио забил 6 голов в 19 встречах.

## Личная жизнь
Хуан Семинарио был женат на девушке Брене, с которой познакомился в 15 лет. У них было 4 детей, Хуан Карлос, Алехандро, Луис и девочка Габриэла.
Семинарио очень близко знаком с теннисистом Рафаэлем Надалем и всей его семьёй: они проживали в соседних домах в Манакоре. И Хуан Роберто мог наблюдать всё становление его карьеры с 11-ти лет. Также Семинарио сказал, что был первым футбольным тренером дяди Рафаэля, бывшего игрока «Барселоны», Мигеля Анхеля Надаля, с которым дружит много лет.

## Достижения

### Командные
- Обладатель Кубка Ярмарок: 1965/1966

### Личные
- Лучший бомбардир чемпионата Испании: 1961/1962 (25 голов)
- Лучший бомбардир Кубка Италии: 1963/1964 (4 гола)